# 杭州大酒店

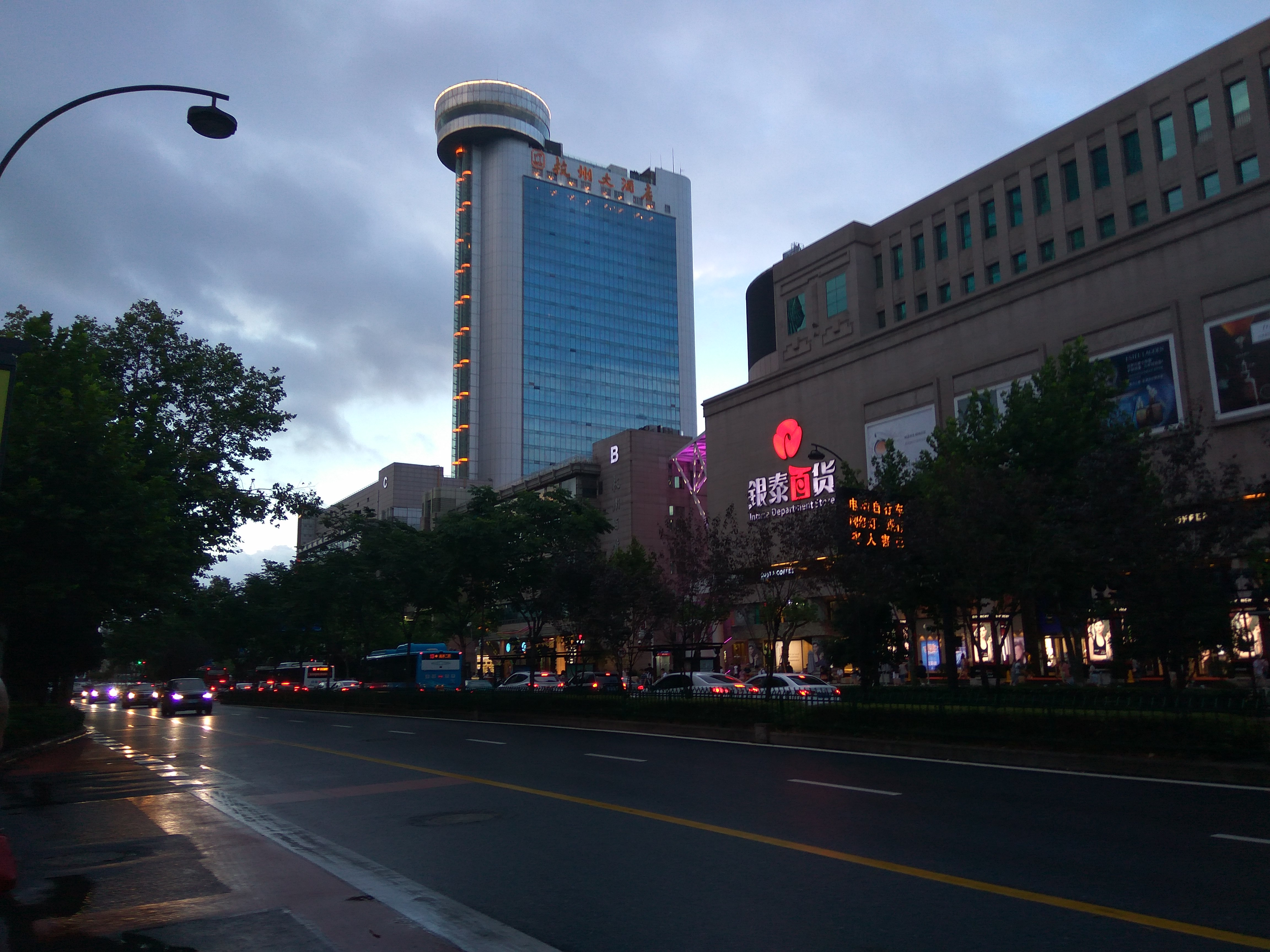
从延安路看杭州大酒店与银泰百货，2016年

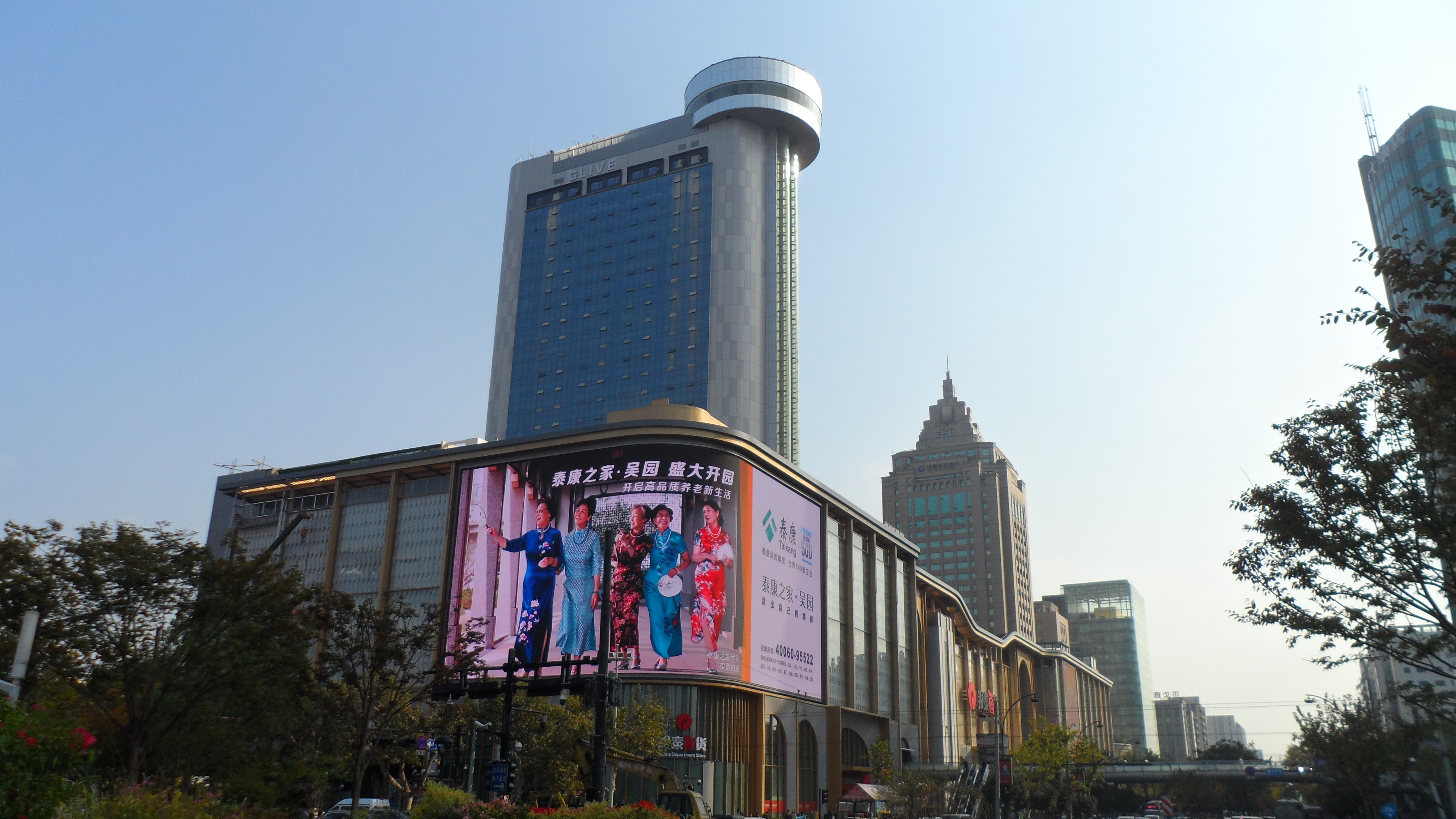
从武林广场看杭州大酒店，2019年

杭州大酒店是位于杭州市延安路北端的一家酒店（延安路546号），地处武林商圈，毗邻杭州百货大楼和杭州银泰百货，隶属于杭州百大集团旗下，2001年开业。酒店高112米，有32层，客房300余间。2012年3月经过一次全面装修，2019年整幢大楼又经过一次全面改造，并更名为GLive杭州大酒店。

## 简介
酒店18楼以上楼层才是酒店，其余则是长租式的酒店式公寓。有200多个停车位。